# سامغريلو زيمو سفانيتي
سامغريلو زيمو سفانيتي (بالإنجليزية: Samegrelo-Zemo Svaneti)‏ هي منطقة في جورجيا، بلغ عدد سكانها 330٬761 نسمة، في 2014، عاصمتها زوغديدي، تبلغ مساحتها 7٬441 كيلومتر مربع.